# Islam: The Untold Story
Islam: The Untold Story es un documental escrito y dirigido por Kevin Sim y presentado por el novelista y divulgador histórico británico Tom Holland. La cinta explora los orígenes del Islam, una religión abrahámica que se desarrolló en Arabia en el siglo VII, y critica el relato ortodoxo sobre esa historia, sosteniendo que la narración tradicional carece de pruebas suficientes. Fue encargada por la cadena británica Channel 4 y emitida por primera vez en agosto de 2012. Su estreno siguió a la publicación del libro de Holland, In the Shadow of the Sword: The Battle for Global Empire and the End of the Ancient World (2012), que también trataba el auge del Imperio árabe y los orígenes del islam.
Tomando como base algunas teorías de la historiadora Patricia Crone, Holland sostuvo que hay pocas pruebas sólidas sobre los orígenes del islam y se preguntó por qué tardó varias décadas tras la muerte de Mahoma en aparecer su nombre en documentos u objetos conservados. Argumentando que hay poca evidencia sobre el nacimiento de la fe, sugirió que la ciudad de La Meca podría no haber sido el verdadero lugar de nacimiento de Mahoma y del islam. Sin poner en duda la existencia histórica de Mahoma, planteó que buena parte del mito fundacional islámico se desarrolló después, en los primeros años del Imperio árabe.
El documental resultó controvertido. La recepción en los medios fue diversa, pero generó críticas de figuras de la comunidad musulmana del Reino Unido, que alegaron que Holland ignoraba pruebas que respaldan el relato ortodoxo de la historia temprana del islam. El regulador Ofcom y Channel 4 recibieron alrededor de 1.200 quejas sobre el programa. Temiendo represalias violentas de militantes islamistas, Channel 4 canceló una proyección pública del documental en su sede de Londres.

## Antecedentes
Holland es un novelista y divulgador histórico inglés que había publicado tres historias de la Antigüedad con gran éxito: Rubicon: The Last Years of the Roman Republic (2003), Persian Fire: The First World Empire and the Battle for the West (2005) y Millennium: The End of the World and the Forging of Christendom (2008). En 2012 publicó In the Shadow of the Sword (libro)|In the Shadow of the Sword: The Battle for Global Empire and the End of the Ancient World, donde examinó el colapso de los imperios romano y persa, así como el ascenso del Imperio árabe y la religión islámica que lo acompañó.
En una entrevista con The Spectator, Holland rechazó la creencia islámica de que el Corán sea la palabra directa de Dios, afirmando que estaba «muy claramente» escrito por un ser humano en la Antigüedad tardía. Subrayó «la falta de fuentes» disponibles para analizar los orígenes del islam y apuntó que todos los movimientos religiosos construyen un relato propio, borrando visiones alternativas de su historia.
A partir del libro, Channel 4 —cadena comercial británica— encargó a Holland un documental sobre los orígenes del islam. Un portavoz declaró que la película formaba parte de su «mandato de apoyar y estimular el debate bien informado sobre una amplia gama de cuestiones», «cuestionando puntos de vista establecidos» y ofreciendo perspectivas e informaciones alternativas.

## Sinopsis
Islam: The Untold Story trata los orígenes del Islam. Viajando a Arabia Saudí, Holland conversa con beduinos para recoger relatos ortodoxos sobre el origen de la religión. Después habla con Seyyed Hossein Nasr, musulmán practicante y catedrático de estudios islámicos en la Universidad George Washington (Washington D. C.), y con Patricia Crone, historiadora no musulmana del Instituto de Estudios Avanzados de Princeton. El primero defiende el relato ortodoxo, apelando a su desarrollo dentro de la historia oral, mientras que Crone cuestiona la fiabilidad de la tradición oral y, por tanto, del relato tradicional.

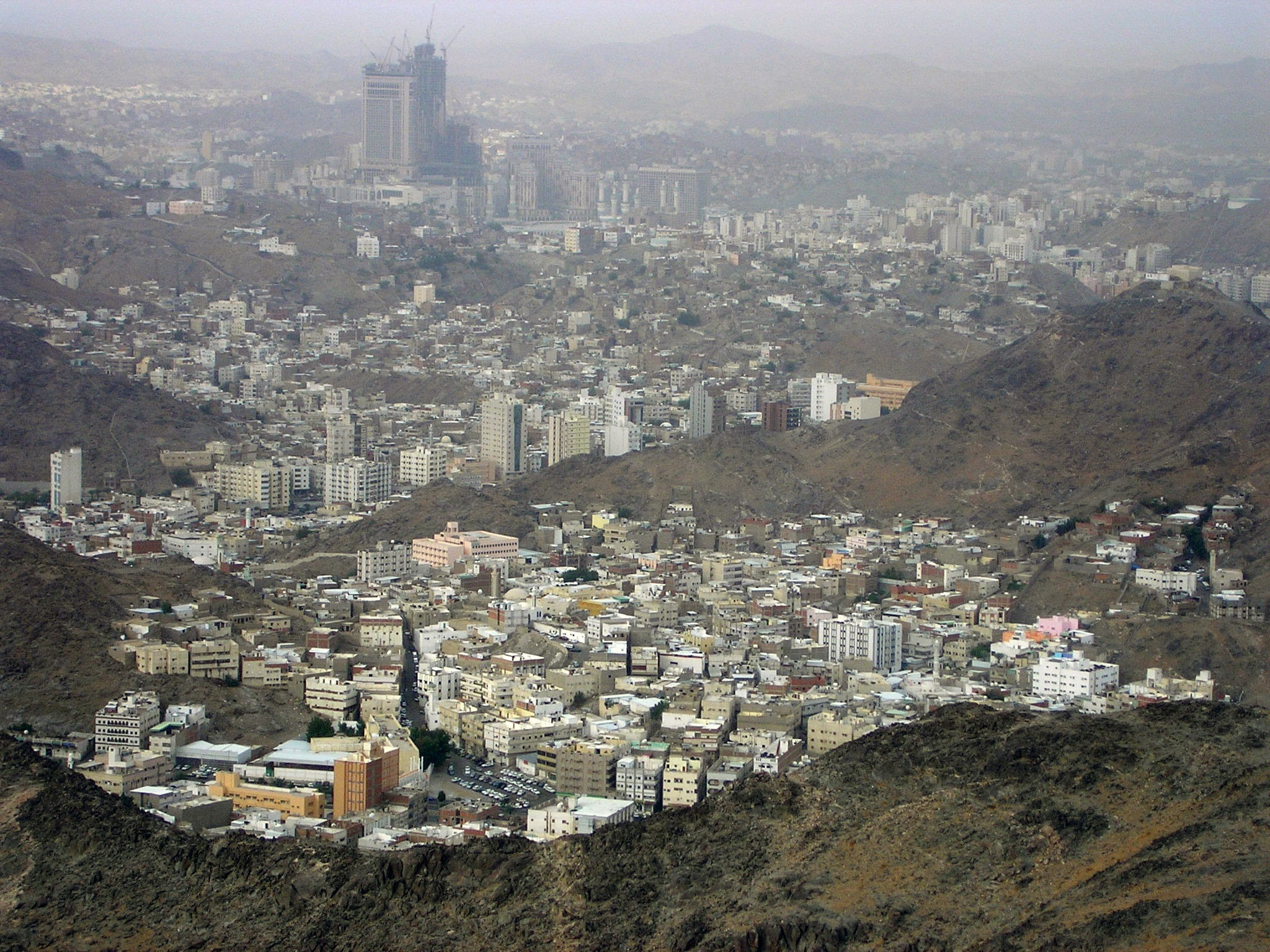
Holland sugirió que La Meca (en la imagen) no fue el hogar de Mahoma

Holland repasa las pruebas más tempranas sobre Mahoma, La Meca y el islam en el primer siglo del Imperio árabe, señalando la escasez de evidencias que apoyen la versión tradicional. Destaca que apenas existen testimonios contemporáneos sobre la vida de Mahoma y que no aparece mención alguna a él en textos históricos hasta setenta años después de su muerte. Afirma también que, contra la doctrina islámica según la cual el islam impulsó la creación del Imperio árabe, Muawiya I se convirtió en dirigente del Imperio árabe en Jerusalén treinta años después de la muerte de Mahoma sin mostrar señales claras de ser musulmán, y que no hay referencias a Mahoma o al islam en sus inscripciones, monedas o documentos.
Asimismo, apunta que —salvo una referencia ambigua en el Corán— no hay menciones a La Meca en textos fechables hasta un siglo después de la muerte de Mahoma. Observa que, en el Corán, el Profeta parece dirigirse a agricultores, mientras que sus oponentes crían ganado y cultivan olivos y vides, un entorno ajeno a La Meca, donde no había agricultura; por ello propone que la localización descrita se ajustaría más a una ciudad del desierto del Néguev, en el actual Israel.
Holland sugiere que, bajo el gobierno del emperador árabe Abd al-Málik , La Meca fue presentada intencionadamente —aunque de forma errónea— como la ciudad de Mahoma y cuna del islam, para dotar a la religión de un origen árabe y disociarla de una herencia judía o cristiana que sería más evidente en el Néguev.

## Proyección pública cancelada
El 11 de septiembre de 2012, Channel 4 canceló una proyección del filme para «formadores de opinión» en su sede londinense tras valorar cuestiones de seguridad. La cadena afirmó estar «muy orgullosa» del documental y mantuvo su disponibilidad en su web (4oD).
La decisión fue criticada por Jenny Taylor, fundadora de Lapido Media, consultora especializada en alfabetización religiosa en asuntos internacionales, quien calificó el documental como un buen estudio histórico y su cancelación como el «deplorable» resultado de una protesta azuzada por los medios. El Consejo de Exmusulmanes de Gran Bretaña expresó su indignación y pidió a sus simpatizantes que escribieran a Channel 4 y a Ofcom solicitando una reemisión.

## Recepción

### Críticas en medios
En The Independent, el crítico Tom Sutcliffe señaló que el documental estaba llamado a suscitar controversia. Consideró que Holland actuó con tacto, aunque subrayó que la ausencia de evidencias «solo importa a quienes consideran la evidencia una suerte de dios» y que para los creyentes la fe no depende de ello.
En The Daily Telegraph, Christopher Howse fue crítico con la cinta y la calificó de «deslavazada», aunque otros como Ed West la elogiaron por «atmosférica e inteligente», defendiendo la necesidad de aceptar la alta crítica también en el islam.
En The Guardian, John Crace criticó que Holland «pisara de puntillas» por temor a ofender, a diferencia de lo que suele hacerse con otras religiones. En Arab Review, Raphael Cormack valoró el intento honesto de investigar un periodo oscuro, aunque lamentó el foco occidental casi exclusivo en el relato originario frente al resto de los 1.300 años de historia islámica.

### Respuestas musulmanas
Según Cormack, en redes sociales las reacciones musulmanas fueron mayoritariamente negativas, con insultos y amenazas puntuales a Holland en Twitter. El historiador Dan Snow salió en su defensa con un mensaje en Twitter.
HuffPost publicó una réplica de Afroze Zaidi-Jivraj, quien consideró metodológicamente defectuoso el enfoque por no consultar de forma suficiente el corpus conservado en bibliotecas del mundo islámico ni entrevistar a historiadores musulmanes especializados en historia temprana del islam.
El articulista paquistaní Irfan Husain defendió el derecho a investigar históricamente los orígenes del islam y diferenció entre provocación gratuita e investigación académica. Tehmina Kazi, de British Muslims for Secular Democracy, criticó el documental pero también la tendencia a «quejarse por defecto» y abogó por «responder, no reaccionar». Organizaciones como iERA y MPACUK calificaron la obra de sesgada e inexacta.

### Otras respuestas
El especialista Keith Small defendió la legitimidad de plantear preguntas honestas sobre los orígenes del islam. En 2017, Douglas Murray escribió en The Spectator que la reacción contra este documental disuadió otras producciones históricas similares sobre el islam en los años siguientes.

### Respuesta de Holland a las críticas
En la web de Channel 4, Holland defendió que los orígenes del islam son un «objeto legítimo de investigación histórica» y que su documental es «un empeño histórico, no una crítica a una de las grandes religiones monoteístas». En 2015 reiteró sus conclusiones en una entrevista con la revista Open.